# Associació d'Editors en Llengua Catalana
Associació d'Editors en Llengua Catalana o Editors.cat és una associació professional que agrupa les empreses editorials que publiquen en llengua catalana.

## Història
Es va fundar el juny de 1978, quan començà a funcionar semi-autònomament del Gremi d'Editors de Catalunya. Els seus objectius són la defensa, promoció i difusió de l'edició de llibres en llengua catalana i, també, la defensa dels interessos comuns dels seus associats. Editors.cat proporciona informació i assistència per a l'edició en català, impulsa campanyes de propaganda, promoció i exposicions, promou estudis de mercat i representa als seus associats en congressos, fires i exposicions internacionals o en promou l'assistència. L'associació té seu a Barcelona i rep el suport institucional de la Generalitat de Catalunya per la seva importància destacada en la normalització lingüística.
Ha format part del Consorci Català de Promoció Exterior de la Cultura (COPEC) al costat de la Generalitat de Catalunya, el Gremi d'Editors de Catalunya, el Consell Català de la Música, el Gremi de Galeries d'Art de Catalunya, l'Art Barcelona Associació de Galeries, l'Associació Productors Audiovisuals de Catalunya, l'Associació per a la Difusió del Folklore, i el Foment de les Arts Decoratives, mentre aquest funcionà entre 1991 i 2006, abans de la seva dissolució per part de la Generalitat de Catalunya. I actualment és una de les entitats representatives del sector editorial.
Des de la recuperació de la democràcia a Espanya, el 1978, els professionals del llibre s'han anat desprenent de tuteles institucionals i s'han agrupat per afinitats. Conviu amb el Gremi d'Editors de Catalunya, el Gremi de Llibreters de Catalunya, el Gremi de Llibreters de Vell de Catalunya, el Gremi d'Indústries Gràfiques, el Gremi de Distribuïdors i la Cambra del Llibre de Catalunya. Cal destacar la rellevància de les organitzacions professionals catalanes relatives al llibre. Des de la seva fundació, el 1896, els tres únics presidents hispànics que ha tingut la Unió Internacional d'Editors han estat tres catalans: Santiago Salvat i Espasa (1962-1965), Manuel Salvat i Dalmau (1980-1984) i Pere Vicens i Rahola (2000-2004).

A gener de 2016 el nombre d'associats de l'entitat és de 93 empreses, la qual cosa representa el 95% del sector editorial català. El 2018, amb motiu del seu 40è aniversari, l'entitat va rebatejar la seva marca promocional, passant-se a anomenar Editors.cat, canviant el seu logotip i la seva imatge gràfica. També ell 2018 va rebre la Creu de Sant Jordi "pel seu treball continuat, al llarg de quaranta anys, en favor de les publicacions en català".
Des de 2021, el seu President és Joan Sala, editor de Comanegra.

## Activitats
La Setmana del Llibre en Català és una de les iniciatives més importants i la principal activitat de visibilització de l'entitat que organitza amb la col·laboració entre diverses entitats com Associació de Publicacions Periòdiques en Català (APPEC) i els gremis professionals del món del llibre: el Gremi de Llibreters de Catalunya, el Gremi d'Editors de Catalunya i el de Gremi de Distribuïdors de Publicacions de Catalunya.
L'associació, que forma part de la Federació de Gremis Editors d'Espanya, participa també en diversos actes culturals de promoció de l'edició en català, com en la 33a edició del Saló del Llibre de París, durant els dies 22 al 25 de març de 2013, col·laborant, al costat d'altres organismes, amb el seu organitzador, l'Institut Ramon Llull o en el Projecte 10x10: intercanvis entre els editors i els bibliotecaris, també el 2013, una iniciativa per establir la comunicació directa entre editorials i professionals de biblioteques, fomentant l'intercanvi amb caràcter bidireccional, on els editors expliquen als bibliotecaris la seva línia o filosofia editorial i els bibliotecaris traslladen als editors les inquietuds del món de les biblioteques, presentar-los els seus suggeriments. Editors.cat, amb el suport del Gremi d'Editors de Catalunya, hi col·laborà, organitzant diversos cicles de sessions en diferents àmbits territorials.